# Angela Kreuz
Angela Kreuz (* 1969 in Ingolstadt) ist eine deutsche Schriftstellerin.

## Leben
Angela Kreuz studierte Philosophie und Psychologie an der Universität Konstanz. Sie lebt und arbeitet als Schriftstellerin und Diplom-Psychologin in Regensburg und schreibt Kurzgeschichten, Erzählungen, Romane und Lyrik. Angela Kreuz ist Mitglied im Verband deutscher Schriftsteller (VS).
Verschiedene Arbeitsstipendien führten sie unter anderem 2008 ins Virginia Center for the Creative Arts in den USA und 2010 ins International Writers and Translators Center of Rhodes in Griechenland. 2010 wurde sie mit dem Daniil-Pashkoff-Preis für ihre Erzählung Stink Bugs ausgezeichnet. 2012 erhielt sie den Kulturförderpreis der Stadt Regensburg, 2013 ein internationales Stipendium des Oberpfälzer Künstlerhauses im Blauen Haus in Veliko Tarnovo, Bulgarien, und 2022 in der Villa Paula Klatovy/Klenová in der Tschechischen Republik. 2015 gewann sie den Brandenburgischen Literaturpreis (3. Platz). 2017 erhielt sie den Literaturpreis „vigilius mountain stories“. 

## Veröffentlichungen (Auswahl)
- Taktwechsel. Spielberg Verlag, Regensburg 2025, ISBN 978-395452-790-8.
- Picknick an der Grenze. Spielberg Verlag, Regensburg 2019, ISBN 978-395452-736-6.
- Straßenbahnträumer. MZ-Buchverlag, Regensburg 2017, ISBN 978-3-86646-354-7.
- California Dreaming. Spielberg Verlag, Regensburg 2013, ISBN 978-3-95452-632-1.
- train rides and tides. Ebbe, Flut und zurück. Spielberg Verlag, Regensburg 2011, ISBN 978-3-940609-56-4.
- WAAhnsinnszeiten. Spielberg Verlag, Regensburg 2009, ISBN 978-3-940609-20-5.[3]
- Der Fahrradspeichenfabrikkomplex. Hörbuch-Feature, LOhrBär-Verlag, Regensburg 2009, ISBN 978-3-939529-08-8.[4]
- Warunee. Spielberg Verlag, Regensburg 2007, ISBN 978-3-9810777-6-6.
- Scarlattis Wintergarten. edition das andere buch, Tönning 2005, ISBN 3-89959-374-X.
- lyrische städtereisen. edition das andere buch, Osnabrück 2004, ISBN 3-89959-217-4.
- Der Engländer und weitere kurzgefasste Geschichten. edition das andere buch, Osnabrück 2003, ISBN 3-89959-110-0.